# Roland Fantom-X

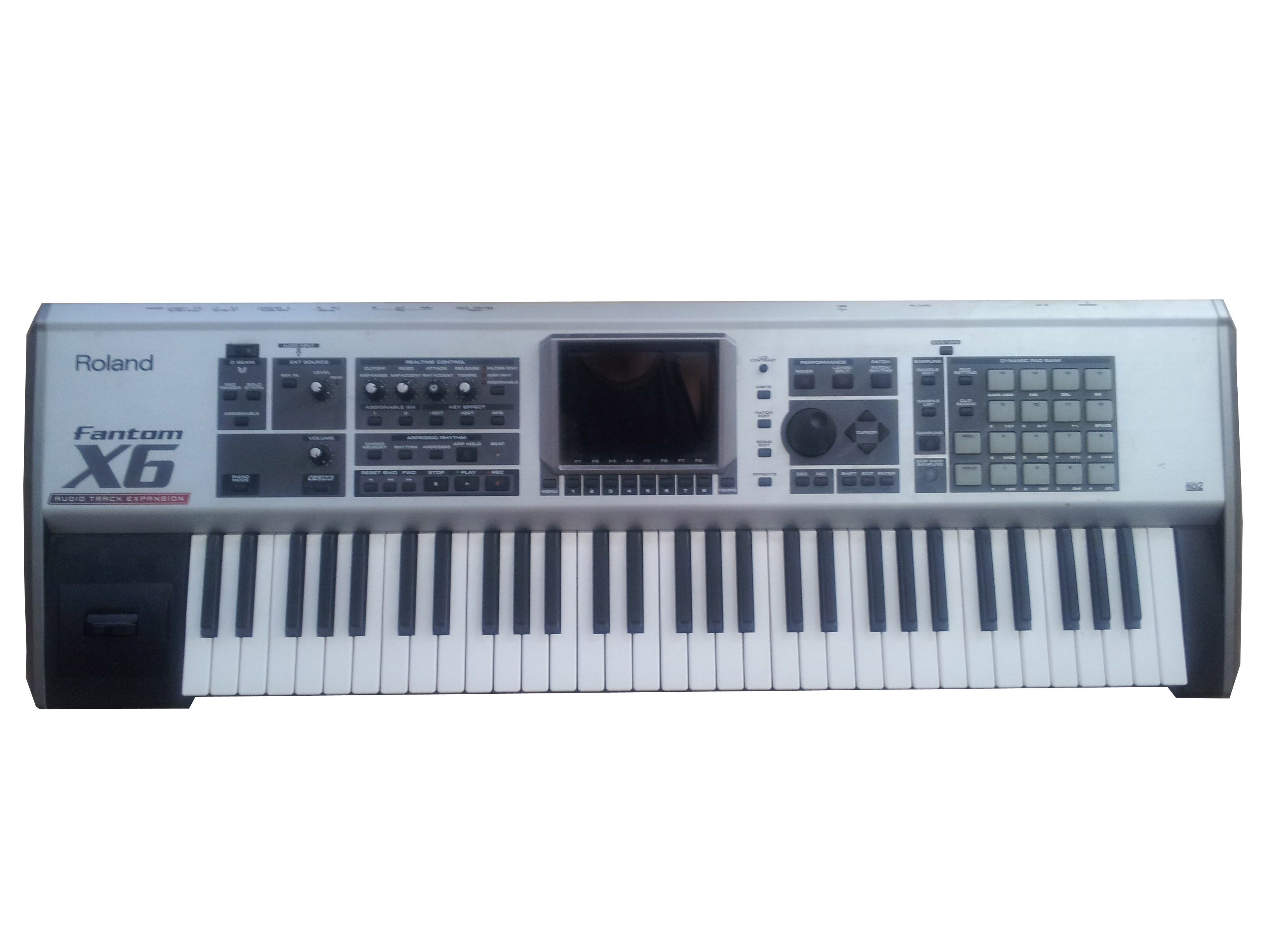
Roland Fantom X6

Roland Fantom-X (również Roland Fantom X) – stacja robocza, następca modelu Fantom-S, produkowany od 2004 roku do premiery następcy w 2008. Miał za zadanie konkurować z Korgiem Tritonem, Yamahą Motif Classic i ES. Cztery lata po premierze Fantoma X, pojawił się model Roland Fantom-G, który musiał dorównać takim syntezatorom jak Yamaha Motif XS czy Korg M3.

## Fantom X6/X7/X8
Fantom-X posiadał wyświetlacz o rozdzielczości 320×240 pikseli, oraz, zależnie od wersji, 61 (X6), 76 (X7) i 88 (X8) klawiszy. Modele miały wbudowanych 1480 próbek wave, które zajmowały 128 MB pamięci. Brzmienia fabryczne to pakiet 1152 barw plus 40 zestawów perkusyjnych. Dla użytkownika producent przeznaczył 256 dostępnych miejsc. Sekwencer mógł zapisać do 400.000 nut. Fantom-X posiadał 86 efektów (w tym: 3 chorus, 5 reverb).

## Fantom Xa
Model Fantom Xa został zaprezentowany i wdrożony do produkcji w 2005 roku, by konkurować z modelami Yamaha MO i Korg TR. Główną różnicą w wyglądzie Xa, w porównaniu do innych modeli Fantom X, jest wyświetlacz – ma on mniejszy rozmiar (taki jak w Motifie ES): 240×64 piksele. Polifonia wynosiła 128 głosów. Pamięć wave to 64 MB, w których mieściło się 1228 próbek. Xa posiadał 768 brzmień fabrycznych oraz 36 perkusji, a użytkownik miał 256 miejsc na swoje barwy. Pod względem sekwencera, Xa nie różnił się od oryginalnego Fantoma X. Tak samo efekty: 78 multi-efektów, 3 typu chorus i 5 typu reverb.

## Fantom XR
Model XR to moduł brzmieniowy do montażu w szafie rack. Posiadał te same funkcje co Fantom-X, lecz bez sekwencera.